# Hygrobia australasiae
Hygrobia australasiae is een keversoort uit de familie Pelobiidae. De wetenschappelijke naam van de soort is voor het eerst geldig gepubliceerd in 1862 door Clark.